# هیوم (دهانه)
هیوم یک دهانه برخوردی در ماه‌ است.

## دهانه‌های اقماری
این دهانه ۲ دهانه اقماری دارد.
| Hume | عرض جغرافیایی | طول جغرافیایی | قطر          |
| ---- | ------------- | ------------- | ------------ |
| A    | ۳.۸° S        | ۹۰.۶° E       | ۲۵.۰ کیلومتر |
| Z    | ۳.۶° S        | ۹۰.۴° E       | ۱۴.۰ کیلومتر |